# ميشيل تريمبلي
ميشيل تريمبلي هو كاتب خيال علمي وكاتب مسرحي وكاتب ومترجم كندي، ولد في 25 يونيو 1942 في مونتريال في كندا.

## وصلات خارجية
- ميشيل تريمبلي على موقع IMDb (الإنجليزية)
- ميشيل تريمبلي على موقع الموسوعة البريطانية (الإنجليزية)
- ميشيل تريمبلي على موقع ميوزك برينز (الإنجليزية)
- ميشيل تريمبلي على موقع قاعدة بيانات برودواي على الإنترنت (الإنجليزية)
- ميشيل تريمبلي على موقع قاعدة بيانات الفيلم (الإنجليزية)